# Forcepia
Genre
Forcepia est un genre d'éponges de la famille Coelosphaeridae. Les espèces de ce genre sont marines.

## Liste des sous-genres
Selon World Register of Marine Species (31 mai 2016) :
- sous-genre Forcepia (Forcepia) Carter, 1874
- sous-genre Forcepia (Leptolabis) Topsent, 1901

## Liste d'espèces
Selon World Register of Marine Species (31 mai 2016) :
- Forcepia acanthostylosa Lee, 2001
- Forcepia agglutinans Burton, 1933
- Forcepia apuliae (Sarà, 1969)
- Forcepia arenosa Hentschel, 1911
- Forcepia assimilis (Lundbeck, 1910)
- Forcepia australis (Lévi, 1963)
- Forcepia biceps (Carter, 1886)
- Forcepia bilabifera (Burton, 1935)
- Forcepia brunnea (Topsent, 1904)
- Forcepia carteri Dendy, 1896
- Forcepia colonensis Carter, 1874
- Forcepia convergens (Topsent, 1928)
- Forcepia crassanchorata Carter, 1885
- Forcepia dentifera (Topsent, 1927)
- Forcepia elvini Lee, 2001
- Forcepia fabricans (Schmidt, 1874)
- Forcepia fistulosa van Soest, 2009
- Forcepia forcipis (Bowerbank, 1866)
- Forcepia forcipula (Lundbeck, 1905)
- Forcepia forcipula (Topsent, 1904)
- Forcepia foresti Lévi & Lévi, 1989
- Forcepia fragilis Stephens, 1917
- Forcepia grandisigmata van Soest, 1984
- Forcepia groenlandica Fristedt, 1887
- Forcepia hartmani Lee, 2001
- Forcepia hymena (de Laubenfels, 1930)
- Forcepia imperfecta Topsent, 1904
- Forcepia irritans (Thiele, 1905)
- Forcepia japonica Koltun, 1959
- Forcepia koltuni Lévi & Lévi, 1989
- Forcepia lissa (de Laubenfels, 1954)
- Forcepia luciensis (Topsent, 1888)
- Forcepia macrostylosa Lee, 2001
- Forcepia megachela (Maldonado, 1992)
- Forcepia mertoni Hentschel, 1912
- Forcepia microlabis van Soest, 2009
- Forcepia minima van Soest, 2009
- Forcepia psammophila (Cabioch, 1968)
- Forcepia pustula (Fristedt, 1887)
- Forcepia solustylota Hoshino, 1977
- Forcepia stephensi Dendy, 1922
- Forcepia tenuissima Hentschel, 1911
- Forcepia thielei Lundbeck, 1905
- Forcepia topsenti Lundbeck, 1905
- Forcepia toxafera Cárdenas & Rapp, 2015
- Forcepia trilabis (Boury-Esnault, 1973)
- Forcepia uschakowi (Burton, 1935)
- Forcepia vansoesti Lim, de Voogd & Tan, 2012
- Forcepia vermicola Lehnert & van Soest, 1996
- Forcepia volsella Topsent, 1928